# Розенфельд, Артур
А́ртур Хи́нтон «Арт» Ро́зенфельд (англ. Arthur Hinton "Art" Rosenfeld; 22 июня 1926, Бирмингем, Алабама — 27 января 2017, Беркли, Калифорния) — американский учёный-физик, доктор наук, профессор[прояснить].

## Биография
Защитил степень доктора философии по физике в университете Чикаго (1954), где он был последним аспирантом Энрико Ферми. Член Национальной инженерной академии США. Работал в Калифорнийской комиссии по энергии, Лоуренской национальной лаборатории в Беркли.
Известен своими инновационными и технологическими разработками в области энергоэффективности. Он исследовал миниатюризацию электронных балластов в люминесцентных лампах, что привело к развитию компактных люминесцентных ламп. Сформулировал закон (Розенфельда) (2001), в котором говорится, что количество энергии, необходимое для производства одного доллара ВВП снизилось примерно на один процент в год с 1845 года. Автор или соавтор почти 400 публикаций.

## Награды
- Премия Лео Силарда (1986)
- Премия Энрико Ферми (2005)
- международная энергетическая премия «Глобальная энергия» (2011)
- Национальная медаль США в области технологий и инноваций (2011)
- Премия Тан (2016)